# The Doors: When You’re Strange
The Doors: When You’re Strange ist eine US-amerikanische Kino-Dokumentation aus dem Jahr 2009 über die Rockgruppe The Doors. Regie führte der Filmemacher Tom DiCillo. Der abendfüllende Dokumentarfilm zeichnet die Entwicklung der Band von der Gründung bis zum Tod des Sängers Jim Morrison in überwiegend chronologischer Reihenfolge nach.
Der Film basiert ausschließlich auf zeitgenössischen Aufnahmen, die meist in schneller Schnittfolge montiert sind, darunter ein Hochschulmarketingfilm der Florida State University mit dem jungen Jim Morrison (1962), ein Film aus dessen UCLA-Studienzeit (1965), Fernsehauftritte der Doors von der Ed Sullivan Show (1967) bis zur PBS-Show Critique (1969), Studioaufnahmen in Los Angeles und Auszüge aus Paul Ferraras Konzertfilm A Feast of Friends (1969). Dazwischen sind Sequenzen aus Morrisons unvollendetem Filmprojekt HWY: An American Pastoral (1969) geschnitten, die den Sänger in einem Shelby Mustang als vagabundierenden Highway-Mörder in der Mojave-Wüste zeigen, sowie politisch-historische Aufnahmen der späten 1960er Jahre.
Der Dokumentarfilm wurde erstmals am 17. Januar 2009 beim Sundance Film Festival im Wintersportort Park City und anschließend auf zehn weiteren amerikanischen und europäischen Filmfestivals gezeigt. Da beim Sundance Film Festival Kritik an der monotonen Off-Stimme DiCillos aufgekommen war, gewann der Regisseur für eine Neufassung der Erzählspur US-Schauspieler Johnny Depp. Für den Soundtrack wurden mit diesem zudem Rezitationen von Morrison-Gedichten aufgezeichnet. Der überarbeitete Film wurde erstmals am 21. Juni 2009 beim Los Angeles Film Festival gezeigt und kam am 9. April 2010 in die US-Kinos.
Die noch lebenden Doors-Mitglieder, welche die Darstellung ihrer Band durch US-Regisseur Oliver Stone in dem Spielfilm The Doors von 1991 aufgrund zahlreicher künstlerischer Freiheiten und der Darstellung des Sängers als außer Kontrolle geratenem Soziopathen kritisiert hatten, äußerten sich sehr wohlwollend über DiCillos Dokumentarfilm („the true story of the Doors“).
Am 1. Juli 2010 kam DiCillos Werk unter dem Titel The Doors: When You’re Strange in die deutschen Kinos. Die Feuilletons der deutschsprachigen Zeitungen besprachen den „sensationelle[n] Dokumentarfilm“ überwiegend positiv. Die Rezensentin der Süddeutschen Zeitung grenzte DiCillos Ansatz deutlich von dem seines Vorgängers ab: „Bei den Aufnahmen legendärer Songs, von ‚Light my Fire‘ bis ‚People are Strange‘, ist man so nah dabei, dass Oliver Stones 1991 entstandene Spielfilmversion dagegen reichlich exaltiert, lächerlich und künstlich wirkt.“
Der Film wurde im Februar 2011 in Los Angeles mit einem Grammy in der Kategorie „Bestes Musik-Langvideo“ ausgezeichnet.

## DVD/Blu-ray Disc
- The Doors: When You’re Strange. Kinowelt 2010 (mit ergänzenden Interviews von Vater George S. Morrison und Schwester Anne Morrison-Chewning).